# Beverly Archer

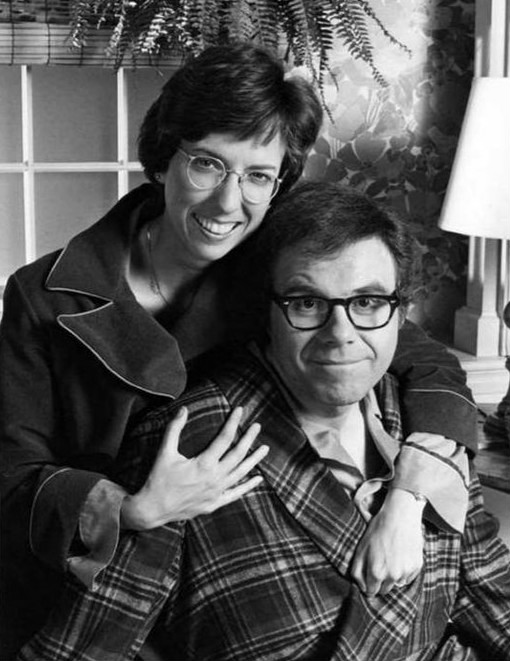
Beverly Archer mit Oliver Clark (1977)

Beverly Archer (* 19. Juli 1948 in Oak Park, Illinois) ist eine US-amerikanische Schauspielerin und Drehbuchautorin.

## Leben
Beverly Archer studierte an der San Francisco State University und der University of California, Santa Barbara Schauspiel. 1975 unterzeichnete sie einen Vertrag mit einem Agenten, der ihr den Auftritt in fünf Werbespots einbrachte. Bereits ein Jahr später spielte sie in 13 Folgen der The Nancy Walker Show die Figur der Lorraine. Nach weiteren Serienauftritten in We've Got Each Other, Spencer und Mama's Family spielte sie kleinere Nebenrollen in Filmen wie Der Couch-Trip, Die Brady Family und Alf – Der Film.
In Deutschland ist sie vor allen Dingen als Miss Hardaway in Eine schrecklich nette Familie bekannt. Dort spielte sie in zwei Folgen eine Bibliothekarin, die heimlich in Bud verliebt ist und ihn wegen sexueller Belästigung anzeigt. In der Sitcom Major Dad spielte sie von 1990 bis 1993 in 70 Folgen Gunnery Sgt. Alva Bricker.
Nebenbei schrieb Beverly Archer auch fünf Drehbücher für Serienepisoden. So schrieb sie drei Drehbücher für ALF und je eines für Working Girl und Mama's Family.
Seit 1975 ist sie mit Robert Bernard verheiratet.

## Filmografie (Auswahl)

### Film
- 1978: A Different Approach (Kurzfilm)
- 1988: Der Couch-Trip (The Couch Trip)
- 1988: Ich bin Du (Vice Versa)
- 1995: Die Brady Family (The Brady Bunch Movie)
- 1996: Alf – Der Film (Project ALF, Fernsehfilm)
- 1998: Walking on the Waterline
- 1998: Ein ganz besonderer Weihnachtswunsch (The Christmas Wish)
- 2000: Going Home

### Fernsehserien
- 1976–1977: The Nancy Walker Show (13 Folgen)
- 1977–1978: We've Got Each Other (13 Folgen)
- 1984–1985: Spenser (13 Folgen)
- 1986: Ein Colt für alle Fälle (The Fall Guy, 1 Folge)
- 1986–1990: Mama's Family (91 Folgen)
- 1988: ALF (3 Folgen)
- 1990–1993: Major Dad (70 Folgen)
- 1994: Grace (1 Folge)
- 1994: Full House (1 Folge)
- 1994–1996: Eine schrecklich nette Familie (Married… with Children, 2 Folgen)
- 1996: Jumanji (4 Folgen)
- 1997: Clueless – Die Chaos-Clique (2 Folgen)
- 1999: Schatten der Leidenschaft (The Young and the Restles, 7 Folgen)
- 2002: Rugrats (nur Stimme)